# Salarias segmentatus
Salarias segmentatus är en fiskart som beskrevs av Hans Bath och Randall, 1991. Salarias segmentatus ingår i släktet Salarias och familjen Blenniidae. Inga underarter finns listade i Catalogue of Life.